# فرانك ميخائيل باير
فرانك ميخائيل باير (بالألمانية: Frank Michael Beyer)‏ هو موزع وملحن ألماني، ولد في 8 مارس 1928 في برلين في ألمانيا، وتوفي بنفس المكان في 20 أبريل 2008.

## وصلات خارجية
- فرانك ميخائيل باير على موقع IMDb (الإنجليزية)
- فرانك ميخائيل باير على موقع ميوزك برينز (الإنجليزية)